# Урываево (село)
Урываево — село в Панкрушихинском районе Алтайского края России. Административный центр Урываевского сельсовета.

## География
Расположено к северу от реки Бурлы, при автодороге 01Н-3203. Абсолютная высота — 171 метр над уровнем моря.

## История
Основано в 1821 году. В 1926 году в селе имелось 649 хозяйств и проживало 3714 человека (1770 мужчин и 1944 женщины). В национальном составе населения того периода преобладали русские. Действовали школа I ступени и лавка общества потребителей. В административном отношении являлось центром Урываевского сельсовета Панкрушихинского района Каменского округа Сибирского края.

## Население
| 1926 | 1997 | 1998 | 1999 | 2000 | 2001 |
| ---- | ---- | ---- | ---- | ---- | ---- |
| 3714 | ↘651 | ↗652 | ↗670 | ↘650 | ↘649 |
| 2002 | 2003 | 2004 | 2005 | 2006 | 2007 |
| ↘622 | ↘608 | ↘589 | ↘547 | ↘528 | ↘512 |
| 2008 | 2009 | 2010 | 2011 | 2012 | 2013 |
| ↘509 | ↘480 | ↘410 | ↗411 | ↘388 | ↘362 |

Национальный состав
Согласно результатам переписи 2002 года, в национальной структуре населения русские составляли 91 %.